# Robert Seaman
Robert Livingston Seaman (1822 – 11 mars 1904) est un industriel américain millionnaire, connu également pour être le mari de la journaliste d'investigation Nellie Bly. 
Il fait fortune grâce à son Ironclad Manufacturing Company, fabrique de contenants en acier tels que bidons métalliques de lait, bouilloires, écouvillons, baignoires. Sa femme continue de faire prospérer la compagnie à sa mort mais un détournement de fonds organisé par des salariés met fin à l'entreprise et Nellie Bly doit retourner à son métier de journaliste.